# Дашковцы (Старосинявский район)
Дашковцы (укр. Дашківці) — село в Старосинявском районе Хмельницкой области Украины.
Население по переписи 2001 года составляло 225 человек. Почтовый индекс — 31407. Телефонный код — 3850. Занимает площадь 2,145 км². Код КОАТУУ — 6824487003.

## Местный совет
31442, Хмельницкая обл., Старосинявский р-н, с. Сёмаки